# Vrouwenpolder

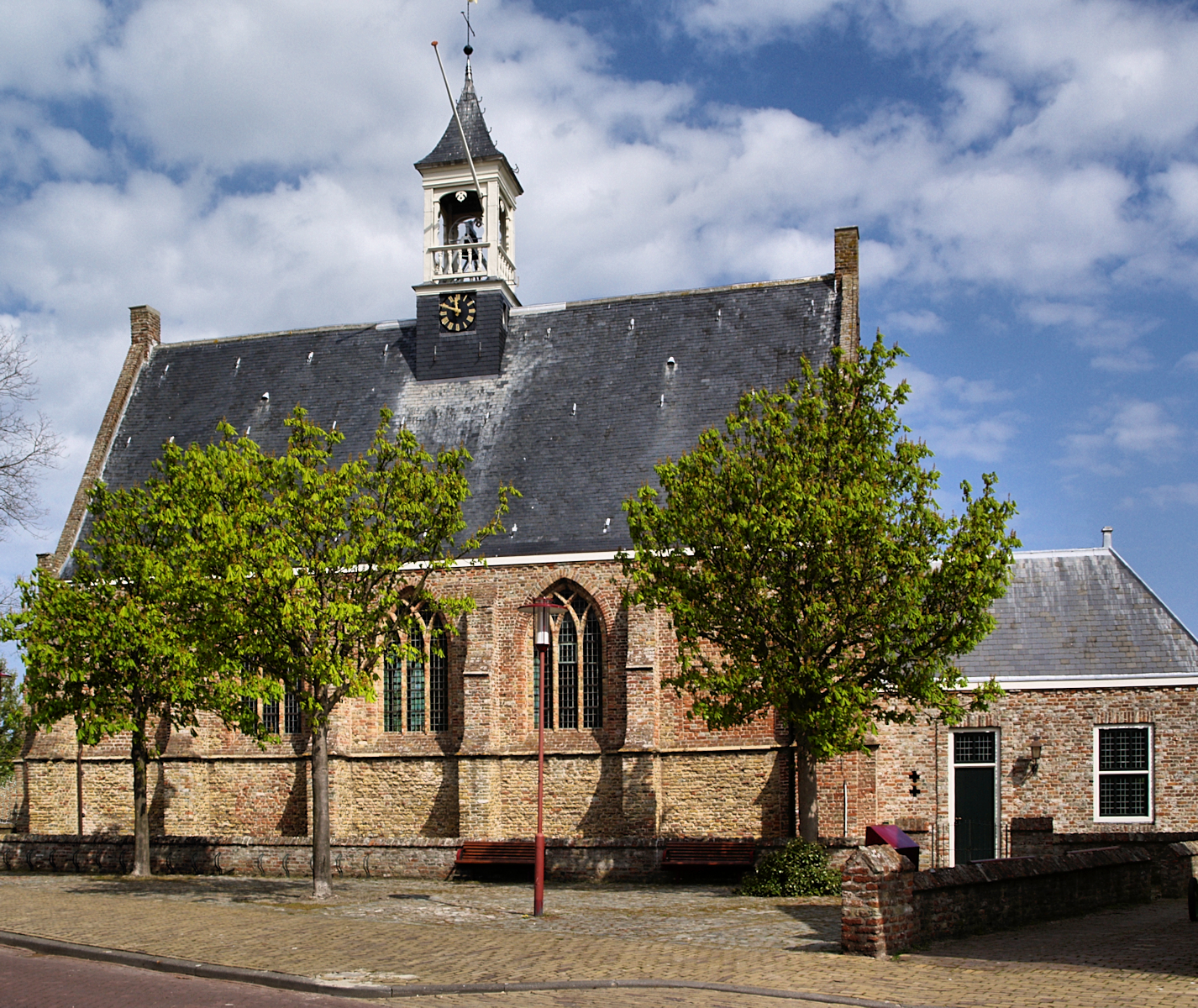
Kyrka i Vrouwenpolder.

Vrouwenpolder är ett samhälle i Zeeland, Nederländerna. Samhället är en del av Veere kommun och ligger cirka 9 kilometer norr om Middelburg.
I januari 2005 hade Vrouwenpolder totalt 1 109 invånare och området täckte en yta av 0,21 km².